# Molophilus breviramus
Molophilus breviramus là một loài ruồi trong họ Limoniidae. Chúng phân bố ở vùng Tân nhiệt đới.